# 鉄矢のにっぽん人国記
『鉄矢のにっぽん人国記』（てつやのにっぽんじんこくき）は、1982年7月3日から1983年3月27日までテレビ朝日で放送されていた紀行番組・トーク番組である。

## 概要
朝日新聞の大型連載企画『新・人国記』との連動番組。武田鉄矢が日本各地を旅し、旅先の歴史・風俗・風物を紹介していた。また、その土地の著名人たちにインタビューをし、県民性を探っていた。

## 放送時間
いずれも日本標準時。
- 土曜 11:15 - 11:45 （1982年7月3日 - 1982年9月25日） - ローカルセールスによる任意ネット
- 日曜 18:30 - 18:55 （1982年10月3日 - 1983年3月27日） - ナショナルセールスによる全国ネット（系列がない地域・クロスネット地域の時差放送もあり）